# Kitamura Rokurō

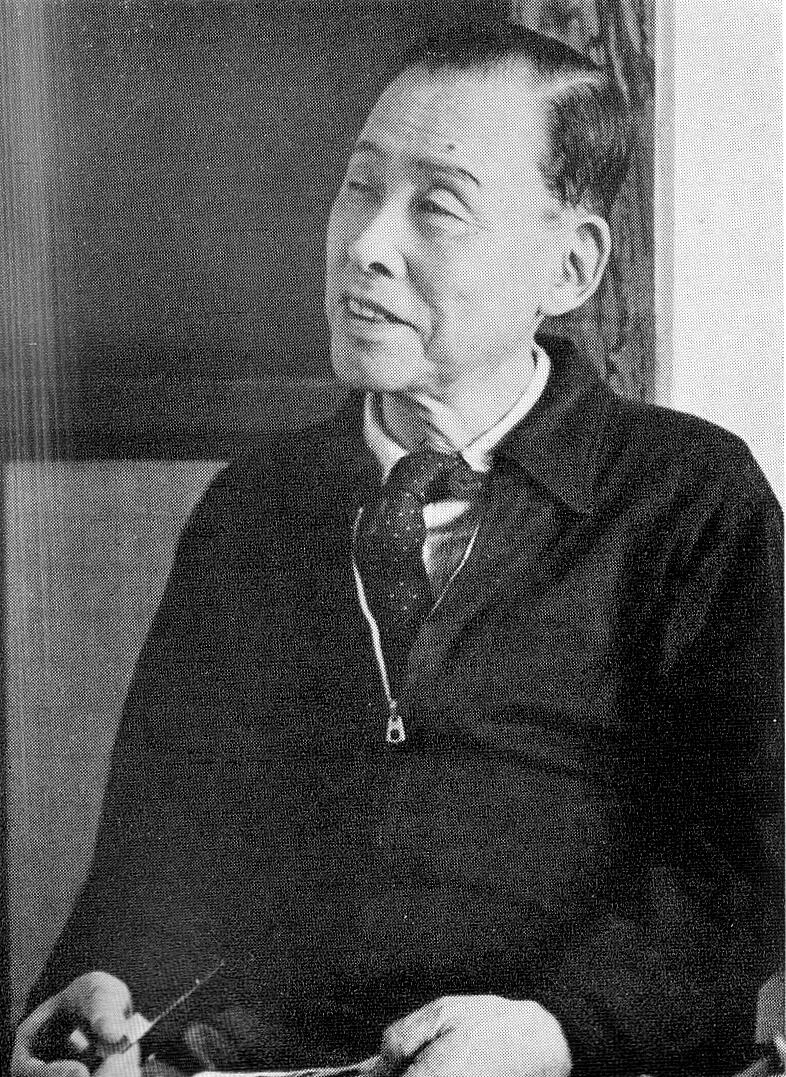
Kitamura Rokurō, 1945

Kitamura Rokurō (japanisch 喜多村 緑郎; geboren 7. September 1871 in Tokio; gestorben 16. Mai 1961) war ein japanischer Kabuki-Schauspieler.

## Leben und Wirken
Kitamura Rokurō wurde in Tokio geboren. Er verließ die Stadt mit 11 Jahren, um eine Kaufmannslehre anzutreten. Mit 20 kehrte er nach Tokio zurück. Um sich literarisch weiterzubilden, nahm er Unterricht bei Ōtei Kinsho (鴬亭 金升; 1868–1954), einem Zeitungsherausgeber. 1892 spielte er in einem Amateurstück seiner Freunde unter dem Namen Kitamura Midori (北村 みどり) die Rolle der jüngeren Schwester von Ii Yōhō (1871–1932) und begann so eine Schauspieler-Karriere. Er schloss sich dem Aoyagi-Rusaburō-Theater (青柳捨三郎一座) an und nannte sich nun Kitamura Rokurō.
1896 gründete Kitamura mit Takada Minoru (高田 実< 1871–1916), Akizuki Keitarō (秋月 桂太郎; 1871－1916) und anderen in Osaka-Dotombori die Schauspieler-Vereinigung „Seimidan“ (成美団) mit dem Theater Kakuza (角座) als Hauptspielstätte. Dort war er Wegbereiter einer neuen „Schule des realistischen Theaters“, der „Shingekiha“ (新劇は).
1906 kehrte Kitamura nach Tokio zurück und trat im Theater „Hongō-za“ (本郷座) auf. Er schloss Freundschaften mit Satō Kōroku (1874–1949) und Izumi Kyōka (泉 鏡花; 1873–1939) und etablierte einen eher literarischen Stil, der sich vom üblichen, eher groben Stil unterschied. 1908 stellte er in Izumis Stück „Onnakei zu“ (婦系図) die O-Tsuta (お蔦) dar. 1915 etablierte er mit Ii Yōhō und Kawai Takeo (河合 武雄; 1877–1942) die Periode der „Shimpa san tōmoku“ (新派三頭目) – „Die drei Gesichter der Neuen Welle“. 1943 stand er als O-Tsuta mit Onoue Kikugorō VI. (6代目尾上菊五郎, 1885–1949) im Stück „Ipponkatana dohyō iri“ (一本刀土俵入) auf der Bühne, eine erneute Zusammenarbeit nach zwanzig Jahren. Weiter stellte Kitamura im Stück „Nihonbashi“ (日本橋) die O-Takashi und in „Matsu-Kiku-Sho“ (松菊抄) die O-Sakae dar, in „Hototogisu“ (不如帰) die Namiko (浪子) und in der Neuausgabe des „Futasujimichi“ (二筋道) die O-Suga.
1948 wurde Kitamura Mitglied der Akademie der Künste. Er wurde vielfach ausgezeichnet, so 1955 als Lebender Nationalschatz und im selben Jahr als Person mit besonderen kulturellen Verdiensten. 1956 stellte er mit 85 Jahren noch einmal die O-Tsuta in „Onnakei zu“ dar. 1962 erhielt er den Mainichi-Kulturpreis für das „Tagebuch des Kitamura Rokurō“ (喜多村緑郎日記).